# Psychotria tenuirachis
Psychotria tenuirachis är en måreväxtart som beskrevs av Theodoric Valeton. Psychotria tenuirachis ingår i släktet Psychotria och familjen måreväxter. Inga underarter finns listade i Catalogue of Life.